# Ermita de San Roque (Serón de Nágima)
La ermita de San Roque se encuentra a 1 km de la villa de Serón de Nágima (España).
La ermita de San Roque es un templo de reducidas dimensiones muy bien restaurado. Tiene planta cuadrada a la que se le antepone un pequeño pórtico. Es de mampostería. Esta ermita es importante porque San Roque junto con la Virgen de la Vega son los patrones de Serón. Las fiestas de San Roque son el 15 y 16 de agosto.
Esta ermita estuvo en ruinas hace siglos como así lo indica la visita del obispo en 1739: " Y respecto de hallarse indezente la de San Roque y no zelebrarse misa en ella, mando al concejo y vecinos de esta villa la compongan, reparen y pongan de suerte que se pueda zelebrar el Santo Sacrificio de la misa dentro de un año y no lo haciendo se arrase y sus materiales se apliquen a esta dicha iglesia de Santa María". Intuimos que al año siguiente la ermita ya se encontraba reconstruida puesto que aún existe.
También hay referencias de otras ermitas como las desaparecidas de la Soledad, y el Santo Cristo, además de ésta de San Roque. En la visita del obispo de 1739 se da también noticia de la existencia de la ermita de Nuestra Señora de la Soledad, que hoy solo se recuerda por el nombre del paraje en el que estuvo ubicada.
- Datos: Q5836207